# 佐知川
佐知川（さじかわ、さぢかわ）は、埼玉県さいたま市西区の大字。郵便番号は331-0064。

## 地理
さいたま市西区中央部の、北部は大宮台地の指扇支台の南端部に位置され、南部は古入間川が乱流したことで作り出した沖積平野（荒川低地）やその自然堤防上に位置する。
地区の南端を新川が流れ下る。東側で大宮区三橋や西区大字水判土に、南側で大字飯田や大字二ツ宮に、西側で大字西遊馬に、北側でプラザや大字指扇に隣接する。土地利用としては水田が多かったが、その後住宅団地の建設より宅地化が進み、全体的には主に住宅地などであるが、一部で農地も見られ、南西側の新川の流域沿いには水田も見られる。県道沿いには古くからの民家が多く見られる。
地内の台地上に植水古墳群に属する古墳のひとつである原稲荷古墳がある。

### 地価
住宅地の地価は、2019年（平成31年）1月1日の都道府県地価調査によれば、大字佐知川字前1374-6の地点で9万8000円/m2、大字佐知川字原228-56の地点で10万8000円/m2となっている。

## 歴史
もとは江戸期より存在した武蔵国足立郡植田谷領に属する佐知川村で、古くは水判土荘に属していたと云われている。さらに古くは室町期より見出せる足立郡のうちの佐地川であった。佐知川は佐地川とも記す。村高は正保年間の『武蔵田園簿』では257石余（田13町7反余、畑34町余）、『元禄郷帳』では465石、『天保郷帳』によると462石余であった。助郷は中山道大宮宿に出役していたが、正徳・安永年間は日光御成街道大門宿にも出役していた。化政期の戸数は96軒で、村域は古来より上組と下組に二分され名主が両組に置かれていていたが、村の規模は不明。地名は地形に因むものであり、サジは傾斜地を意味し、カワは縁辺を意味する。地内に普光山慈眼寺末の覚音院と覚蔵院があり、覚音院には明和年間、覚蔵院には安政年間に寺子屋が開設されていた。
- 初めは幕府領、以降変遷なし[6]。検地は1690年（元禄3年）に実施[8]。荒川沿いの飛地に八貫野新田が開拓され、検地は1731年（享保16年）に実施[6]。
- 1828年（文政11年）より大宮宿寄場55か村組合に所属していた[6]。
- 幕末の時点では足立郡に属し、明治初年の『旧高旧領取調帳』の記載によると、幕府領（代官・大竹左馬太郎支配所）であった[9]。
- 1868年（慶応4年）6月19日 - 武蔵知県事・山田政則（忍藩士）の管轄となる。
- 1869年（明治2年） 
  - 1月13日 - 武蔵知県事・宮原忠英の管轄区域に大宮県を設置、同県の管轄となる。県庁は東京府馬喰町に置かれる。
  - 9月29日 - 県庁が浦和に置かれ浦和県に改称。
- 1871年（明治4年）11月13日 - 第1次府県統合により埼玉県の管轄となる。
- 1879年（明治12年）3月17日 - 郡区町村編制法により成立した北足立郡に属す。郡役所は浦和宿に設置。
- 1889年（明治22年）4月1日 - 町村制施行に伴い、佐知川村は北足立郡植田谷本村・水判土村・中野林村・飯田村・島根村・三条町村と合併し、植水村となる。佐知川村は植水村の大字佐知川となる。
- 1955年（昭和30年）1月1日 - 指扇村・馬宮村・植水村・片柳村・七里村・春岡村とともに大宮市に編入合併され[10]、大宮市の大字となる。
- 1973年（昭和48年）3月9日 ‐ 地内の佐知川1550-20の場所に「鎌倉学園愛徳幼稚園」が開園する[11]。
- 1984年（昭和59年）6月1日 - 住居表示実施により[12]、大字指扇・大字西遊馬・大字土屋・大字二ツ宮・大字飯田・大字佐知川の各一部からプラザが成立[13]。これにより「鎌倉学園愛徳幼稚園」の所在地がプラザ36-11に変更され、大字佐知川から外れる。
- 2001年（平成13年）5月1日 - 浦和市・大宮市・与野市が合併し、さいたま市が発足。同市の大字となる。
- 2003年（平成15年）4月1日 - さいたま市が政令指定都市に移行し、同市西区の大字となる。
- 2005年（平成17年）3月31日 - 地内に特別養護老人ホーム「遊美園」が開設される[14]。

### 佐知川村に存在していた小字
- 粕田[15]
- 原
- 後谷
- 前
- 金山
- 八反田
- 井戸尻
- 上新田
- 中新田
- 太郎衛門野
- 吉祥寺野
- 尼ヶ島
- 八貫野
- 八反目

## 世帯数と人口
2019年（平成31年）1月1日時点の世帯数と人口は以下の通りである。
| 大字   | 世帯数   | 人口    |
| ------ | -------- | ------- |
| 佐知川 | 3129世帯 | 7,407人 |

## 小・中学校の学区
市立小・中学校に通う場合、学区（校区）は以下の通りとなる。
| 区域 | 小学校                   | 中学校                 |
| --- | ------------------------ | ---------------------- |
| 1 - 435、436-2 - 9、437・438、440 - 485、501 - 601、646 - 659、680 - 727、917-7、920 - 923、1017 - 1165、1169 - 1172、1174 - 1176、1185 - 1197-1、1198 - 1200 | さいたま市立大宮西小学校 | さいたま市立馬宮中学校 |
| その他の区域 | さいたま市立栄小学校     | さいたま市立馬宮中学校 |

## 交通

### 鉄道
- 地区内に鉄道は敷設されていない。最寄り駅は川越線指扇駅であるが、大字佐知川字前1374-6の地点よりおよそ2.3 km[7]離れている。

### 道路
- 埼玉県道57号さいたま鴻巣線 - 旧・県道井戸木中野林浦和線[4]。

### バス
大宮駅西口方面からの路線バスが運行されている。
西武バス大宮営業所
地区内は「佐知川原」、「佐知川住宅」、「中野林」、「佐知川」、「佐知川東」「市営住宅前」「金山神社」停留所が設置されている
さいたま市コミュニティバス
地区内はさいたま市民医療センターから川越線指扇駅を経由して同線西大宮駅に至る「西区コミュニティバス」が通り、「佐知川」、「佐知川東」、「市営住宅前」、「金山神社」、「プラザ南」停留所が設置されている。

## 寺社
- 願満堂
- 正願寺
- 金山神社
- 原稲荷神社 - 拝殿は植水古墳群の原稲荷古墳の上に鎮座する。
- 第六天神社

## 施設など
- さいたま市立馬宮中学校（一部）
- さいたま市立大宮西小学校（一部）
- さいたま市立栄小学校（一部）
- 市立植水保育園
- 佐知川下自治会館
- 特別養護老人ホーム 遊美園
- 佐知川団地
- 市営植水住宅
- 佐知川公園
- 佐知川原公園
- 佐知川原第二公園
- 佐知川原第三公園